# استبصار
الاستبصار (بالإنجليزية: insight)‏ مصطلح في علم النفس ينطوي على معانٍ عدة من أهمها: النظر إلى الوضع بوصفه كلاً، وتبين العلاقات في هذا الكل، وإدراك الروابط بين الوسائل والهدف، والاستفادة من تلك الوسائل في الوصول إلى الهدف، والتعلم أو الفهم الواضح والمباشر للوضع من دون استخدام سلوك المحاولة والخطأ على نحو ظاهر. ولعل المعنى الأكثر شيوعاً لهذا المصطلح في نظرية التعلم هو المعنى القائل: إنه الإدراك المفاجئ للروابط المفيدة بين عناصر في البيئة. والاستبصار بوصفه حلاً لمشكلة ما يتبع عادة عدداً من المحاولات غير الناجحة لإيجاد الحل. ففي المرحلة التالية لتلك المحاولات غير الناجحة تدرك عناصر الموقف في روابط (علاقات) مختلفة. وإذا انطوت إحدى هذه الروابط على حل للمشكلة، فسرعان ما يؤخذ بهذا الحل. 

## أهميته
يعود تأكيد أهمية الدور الذي يؤديه الاستبصار في عملية التعلم إلى علماء النفس الشكليين من أتباع الجشتالت (Gestalt) وتعني الكلمة بالألمانية «الشكل أو الصيغة». والحق أن الكثير من المعرفة العلمية حول ظاهرة الاستبصار مستمدة من أعمال عالم النفس الألماني الشكلي كوهلر وبحوثه حول تعلم الحيوان. فقد عمد كوهلر في إحدى تجاربه التي أجراها على الشمبانزي الجائع «سلطان» إلى وضع موزة خارج القفص ووضع له داخل القفص عصوين قصيرتين لا توصل إحداهما إلى الموزة الموجودة خارج القفص، ولكن وصلهما معاً في عصا واحدة يجعل الطول مناسباً لسحب الموزة من خارج القفص إلى داخله. ولقد قام الشمبانزي «سلطان» بتجريب كل من هاتين العصوين من دون أن يحقق النجاح بل استعمل إحداهما لدفع الأخرى لكي تمس الموز. وفجأة جمع «سلطان» العصوين معاً لكي تؤلفا عصا واحدة، وجذب بهذه العصا الطويلة الموزة باتجاهه. ولقد ظهر هذا الحل فجأة حين تكررت المشكلة، إلا أن هذه النتيجة تنطوي على شيء من الغموض، فالكثير من الاستجابات المتعلمة سابقاً، يبدو أنها استخدمت في حل المشكلة فأمكن استخدام المهارات الحركية الضرورية (بإعادة تركيب العصوين) لحل المشكلة.
وتم اختبار الاستبصار في التعلم الإنساني، على غرار ما كان عليه الحال مع «سلطان»، ولكن اقتصر على المواقف والأوضاع التي أمكن فيها استخدام المهارات المتعلمة سابقاً، وبعد إعادة ترتيب خصائص الموقف. وما من شك في أن تأكيد أهمية الدور الذي يؤديه الاستبصار في عملية التعلم كان من العوامل التي أسهمت في التخفيف من غلواء المدرسة السلوكية التي نظرت إلى عملية التعلم برمتها في صيغة «مثير ـ استجابة» أو «مثير واستجابة وتعزيز». ويرى علماء نفس التعلم أن التعلم لدى الفقاريات العليا ينطوي في معظمه على الاستجابات المعتادة التي تقوم على المحاولات السابقة كما يقترح السلوكيون وعلى الاستبصار الذي يقوم على فهم الموقف الكلي، كما يقترح الشكليون.

## علاقته بالسواء
يستخدم مصطلح الاستبصار في نظرية الشخصية للدلالة على فهم المرء لأفكاره ومشاعره الخاصة وسلوكه. وفي العلاج النفسي يشير هذا المصطلح إلى معرفة العصابي أو المضطرب نفسياً أو المريض نفسياً، كما يمكن أن يشير إلى اكتشاف المريض للروابط بين سلوكه من جهة وبين الذكريات والمشاعر والدوافع المحبطة من جهة أخرى. ومن هذا المنظور يعد الاستبصار جوهرياً لطرائق معينة في العلاج النفسي وخاصة تلك الطرائق التي تعتمد التحليل النفسي في العلاج إذ يمثل الوصول إلى فهم جديد للدوافع اللاشعورية وخلفيات الاضطرابات النفسية خطوة مهمة نحو العلاج. ومن هذه الجهة يتيح الاستبصار للمتعالج رؤية مشكلاته الخاصة بصورة أكثر واقعية والتفكير بها بطريقة بناءة مما يتيح في النهاية تعديل السلوك أو تغييره.